# Manhattan (Montana)
Manhattan é uma cidade  localizada no estado americano de Montana, no Condado de Gallatin.

## Demografia
Segundo o censo americano de 2000, a sua população era de 1396 habitantes.
Em 2006, foi estimada uma população de 1492, um aumento de 96 (6.9%).

## Geografia
De acordo com o United States Census Bureau tem uma área de
1,6 km², dos quais 1,6 km² cobertos por terra e 0,0 km² cobertos por água. Manhattan localiza-se a aproximadamente 1337 m acima do nível do mar.

## Localidades na vizinhança
O diagrama seguinte representa as localidades num raio de 24 km ao redor de Manhattan.